# Medvéditski
Medvéditski (en rus: Медведицкий) és un poble (un possiólok) de l'óblast de Volgograd, a Rússia, segons el cens del 2021 tenia 1.023 habitants. Pertany al districte de Jírnovsk.